# Chapetla, Yadgir
Chapetla là một làng thuộc tehsil Yadgir, huyện Gulbarga, bang Karnataka, Ấn Độ.